# Петър Гочев
Петър Великов Гочев е български учен, геолог-палеонтолог.

## Биография
Роден е в град Видин на 25 май 1902 година в семейството на учителя Велико Петров Гочев от Котел (1867-1948) и  Елена Ян Боучек от Чехия. Гочев завършва средното си образование във Варна. В периода 1923-1927 година учи естествена история в Софийския университет. Докато е студент още започва да събира фосили от района на Варна и по-късно ги обработва с помощта на преподавателите си в университета. Година след като завършва на 5 ноември 1928 година е назначен за асистент в катедрата по геология и палеонтология. Петър Гочев обаче се разболява и напуска работата си на 15 октомври 1929 година. Прибира се във Варна, където продължава своята работа. Работи най-вече върху фауната на стария терциер, като в периода 1926-1938 година пише над 19 статии относно терциера в България.
Защитава докторска дисертация на 25 юни 1932 година на тема „Палеонтологични и стратиграфски изучавания върху Еоцена във Варненско". От 1936 година започва да работи като геолог в „Отделението за мините“ в София. Там отново се разболява и пак се прибира във Варна, където умира на 12 юли 1938 година.

## Публикации
- Възрастта и фауната на старотерциерните мергели при с. Мугрис (Бургаско) //  Годишник на Софийския университет. Физико-математически факултет. Книга 3 - Естествена история; Annuaire de l'Universite de Sofia. Faculte Physico-mathematique. Livre 3 - Sciences naturelles 25.   1929. с. 71-112. Посетен на 30 август 2024.
- Палеонтологични и стратиграфски изучвания върху Еоцена във Варненско //  Списание на Българското геологическо дружество V (1).   1933. с. 1-65. Посетен на 15 март 2024.
- Върху няколко малко познати палеогенски фауни от Южна България (съ 7 таблици вкаменелости) //  Списание на Българското геологическо дружество V (3).   1933. с. 177-199. Посетен на 5 април 2024.